# Vincenzo Meco
Pour les articles homonymes, voir Meco.
Vincenzo Meco (né le 1er octobre 1940 à Corcumello (it) dans la commune de Capistrello) est un coureur cycliste italien, professionnel de 1962 à 1967. Il a remporté une étape du Tour d'Italie.

## Biographie
Vincenzo Meco naît dans une commune des Abruzzes située à environ 750 m d'altitude. Il commence sa carrière cycliste à l'âge de 14 ans. Bon coureur amateur, il est sélectionné en équipe d'Italie pour les Jeux olympiques de 1960 à Rome. Mais il déclare forfait en raison du décès de son frère, mort une semaine avant le lancement des Jeux. 
Il passe professionnel en 1962 au sein de l'équipe San Pellegrino, dirigée par Gino Bartali. Rapidement, il obtient de bons résultats avec une troisième place au Tour de Campanie et divers podiums d'étapes sur le Tour de Sardaigne. Lors du Tour d'Italie, il réalise les meilleures performances de sa carrière. Bien classé dans les premiers jours de l'épreuve, il parvient à porter le maillot rose de leader pendant un jour. Il connaît ensuite son jour de gloire dans les Dolomites en s'imposant sur la quatorzième étape, marquée par une violente tempête de neige, grâce à une longue échappée. Les conditions météorologiques dantesques ont poussé les organisateurs à déplacer la ligne d'arrivée en catastrophe au sommet du Passo Rolle,,. 
La suite de sa carrière n'est pas à la hauteur des espérances, malgré quelques places d'honneur. En 1963, il dispute le Tour d'Espagne, où il abandonne. L'année suivante, il se classe troisième du Trofeo Laigueglia et sixième de la première étape du Tour d'Italie. Il prend part à son dernier Giro en 1965 mais abandonne une troisième fois, à cause d'un genou douloureux. En 1967, il est quatrième du Tour du Piémont et huitième de Milan-Turin. La dissolution de son équipe Max Meyer met cependant fin à sa carrière professionnelle. 
Désormais sorti du milieu cycliste professionnel, il décide de s'installer au Québec en 1968, en espérant que son jeune fils handicapé puisse bénéficie de meilleurs soins. Il continue à courir au niveau amateur en remportant les plus importantes courses locales, notamment le Tour de la Nouvelle-France en 1969. 

## Palmarès
- 1960
  - 2e du Gran Premio della Liberazione
- 1962
  - Coppa Cicogna
  - 14e étape du Tour d'Italie
  - 3e du Tour de Campanie
- 1964
  - 3e du Gran Premio della Liberazione
  - 3e du Trofeo Laigueglia
- 1969
  - Classique Montréal-Québec Louis Garneau
  - Tour de la Nouvelle-France :
    - Classement général
    - Six étapes
- 1971
  - Classique Montréal-Québec Louis Garneau
- 1972
  - Classique Montréal-Québec Louis Garneau

## Résultats sur les grands tours

### Tour d'Italie
3 participations
- 1962 : abandon, vainqueur de la 14e étape,  maillot rose pendant 1 jour
- 1964 : abandon
- 1965 : abandon

### Tour d'Espagne
1 participation
- 1963 : abandon